# Kastell Heidenheim
Das Kastell Heidenheim, in der Antike Aquileia genannt, war ein römisches Militärlager des Alblimes. Es hatte eine strategische Schlüsselposition inne, als zwischen 80 und 100 n. Chr. die Nordgrenze der Römischen Provinz Raetia auf die Schwäbische Alb vorgeschoben wurde. Es sperrte das Brenztal und damit die direkteste natürliche Albpassage. Bis zum Bau des Obergermanisch-Raetischen Limes um 160 n. Chr. war hier mit der Ala II Flavia pia fidelis milliaria, einem Reiterregiment von 1000 Mann, die stärkste und ranghöchste Einheit Raetiens stationiert.

## Lage
Das Kastell gehörte zum Alblimes und sperrte sowohl das Brenztal, das einen natürlichen Verbindungsweg von der Donau zum Kochertal darstellte, als auch den Zugang zum nördlichen Vorland der Ostalb. Das Alenkastell wurde strategisch günstig im heutigen Heidenheim in der Brenztalenge zwischen dem Totenberg und dem Ottilienberg errichtet. Es lag westlich des heutigen Bahnhofs zwischen der Kurt-Bittel-, Karl-, Brenz- und Bahnhofstraße. Die Ostbegrenzung der Marienstraße markiert die Mittelachse des nach Nord-Nordost ausgerichteten Kastells. Das Kastell ist heute vollständig überbaut und es sind keine Reste sichtbar.

## Geschichte
Der in Süddeutschland liegende Landstrich, der von den Römern Agri decumates genannt wurde, war unter Kaiser Vespasian um 72 n. Chr. mit Truppen besetzt worden. Die Römer trafen hier eine keltische Bevölkerung vor, germanische Funde aus dieser Zeit sind nicht bekannt. Um 74 n. Chr. wurden die Donaukastelle auf die Kammlinie der Schwäbische Alb zum Alblimes vorverlegt und mit einer Straße miteinander verbunden, welche die Grenze darstellte. Aquileia ersetzte nach geltender Forschungsmeinung dabei das flavische Donaukastell Gontia in Günzburg.
Nach den im Kasernenbrunnen gefundenen Münzen wurde das Kastell Heidenheim erst unter Kaiser Domitian um 90 n. Chr. von der Ala Il Flavia milliaria erbaut. Das Datum des Baus ist nicht ganz gesichert und die Angaben schwanken zwischen 90 und 100 n. Chr. Im Gegensatz zu den westlicheren Kastellen der Alblinie wurde das Kastell Heidenheim nicht zum Schutze einer Fernstraßenverbindung gebaut. Es sicherte vielmehr das Ingolstädter Becken sowie die fruchtbaren Landschaften nördlich der Donau und hier besonders des Nördlinger Ries. Die Grenze war in diesem Albabschnitt durch die Kastelle Urspring, Aquileia, sprich Heidenheim, Opia, Losodica, Mediana sowie Biriciana geschützt.
Das aus Stein gebaute Kastell zählte mit seinem rund 5,3 Hektar großen Innenraum zu den weitläufigsten und deshalb bemerkenswertesten Truppenstützpunkten im römisch besetzten Teil Germaniens und Raetiens. Das stationierte Reiterregiment, die Ala Il Flavia milliaria, bestand aus 24 Turmae mit je 40 bis 42 Reitern, das heißt aus etwa 1000 Kavalleristen und 1096 Pferden. Damit war in Heidenheim die stärkste und ranghöchste Einheit Raetiens stationiert.
Vor dem Bau des eigentlichen Steinkastells wurde ein kleineres, nur etwa 180 m langes und 120 m breites eher provisorisches Lager aus Holz-Erdemauern und schwächerem Verteidigungsgraben angelegt. Es diente wahrscheinlich dem Schutz einer kleineren, mit dem Bau des Steinkastells beauftragten Truppeneinheit, unter Umständen einem Vorauskommando (Vexillatio) der Ala II Flavia milliaria.
Das Kastell bestand bis um 150 n. Chr., als die Ala II Flavia milliaria in das Kastell Aalen an den vorgeschobenen Limes verlegt wurde. Die Gebäude wurden danach noch etwa zehn Jahre lang als Depots genutzt. Die Lagermauern dienten ab 160 n. Chr. als Steinbruch für die Nachfolgesiedlung. Scholz geht davon aus, dass das Heidenheimer Kastell systematisch abgebrochen wurde. Offenstehende Gruben sowie ehemalige Pfostenlöcher waren mit Schutt verfüllt worden und der Baugrund wurde sorgfältig eingeebnet. Die gründliche Räumung des Areals erkläre das bescheidene Fundmaterial. Der Kastellvicus bestand wohl bis zur Aufgabe des Limesgebietes und des Dekumatlandes in den Jahren 259/260 fort. Erst im 4. Jahrhundert errichteten alamannische Siedler im Nordwestviertel des Militärlagers ein dreischiffiges Holzhaus, möglicherweise stand dort ein Gehöft.

## Aufbau des Lagers

### Wehranlage
Das Lager war 271 m lang und 195 m breit, hatte abgerundete Ecken und eine Fläche von 52,845 Hektar. Eine starke Wehranlage umgab das Kastell. Die 1,2 m starke und 4,5 m hohe Zinnenmauer war aus Jurabruchsteinen mit stark sandigem Kalkmörtel aufgemauert. Sie stand auf einem rund 50 Zentimeter hohen, außen sichtbar gelassenen Sockel, der gegenüber der Mauerflucht etwa 20 cm vorsprang und 20 cm aus dem Boden ragte. Die Außenseite der Mauer war verputzt und besaß eine rot gehöhlte Quaderfugenritzung. Diese sollte echtes Quaderwerk vortäuschen. Rückseitig war ein Schotterwall angeschüttet. Feindseitig befand sich ein acht Meter breiter und 1,8 m tiefer Verteidigungsgraben, in den die 1,2Vm breite Berme abfiel, die mit einer harten, 15 cm dicken Kalkmörtelschicht bedeckt war. Als Annäherungshindernis diente weiter ein Doppelgraben mit Palisade. Nach Ausgrabungen in den Jahren 2002 bis 2003 vor der Nord- und Westfront des Kastells war der Verteidigungsgraben mit rund 3–4 m Breite und 1,2–1,5 m Tiefe wohl gerade noch vorschriftsmäßig. Weiter trennten Spitzgraben und Mauer eine etwa vier Meter breite Berme.

### Stallbaracken

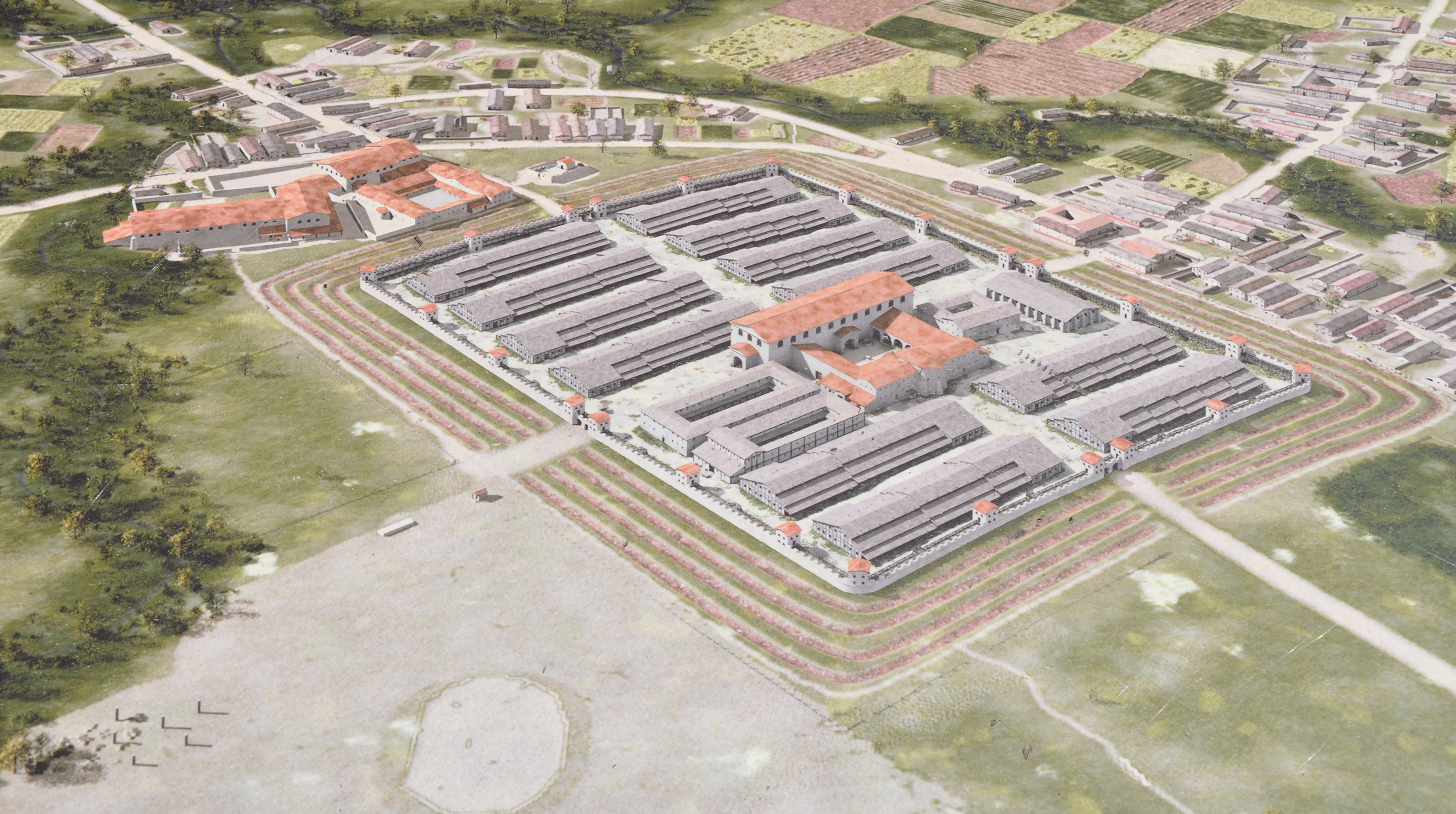
Schematische Rekonstruktion des Alenkastells Aalen, in das die Ala II flavia ab 150 n. Chr. umzog. Aquileia sah mit seinen langen Stallbaracken ähnlich aus.

Die Soldaten und ihre Pferde waren gemeinsam in langen Stallbaracken untergebracht, die aus Holz in Fachwerkbauweise gefertigt und in Pfostengräbchen fundamentiert waren. Rückwand an Rückwand bildeten je zwei Kasernenbauten von je etwa 18 m × 80 m eine bauliche Einheit, sprich eine Stallbaracke von etwa 36 m Breite über 80 m Länge. Nach den Ausgrabungen der Jahre 2001 bis 2003 bestand ein Kasernenbau aus vierzehn in Reihe aneinander gebauten Mannschaftsbaracken, wobei in jeder Mannschaftsbaracke eine Stubengemeinschaft (Contubernia) untergebracht war. Altere Ausgrabungen gingen eher von 12 bis 13 Stubengeneinschaften pro Kasernenbau aus.
Jeder Kasernenbau beherbergte ein Schwadron (Turma) mit 42 Reitern, das heißt jedes Contubernium wurde von drei Reitern und ihren Tieren bewohnt. Hier wurde früher eine höhere Besatzung von drei bis vier Reitern je Contubernium angenommen. Ein Contubernium hatte eine angenommene Höhe von acht Metern und eine Breite von etwa 18 Metern und eine Tiefe von etwa 4,5 m. Erweiterte Kopfbauten befanden sich an den beiden Enden der Kaserne, in denen die Befehlshaber (Decurio, Duplicarius, Sesquiplicarius) untergebracht waren. So befand sich beispielsweise eine 14,5 × 11,5 m große Offizierswohnung an einem Ende eines Kasernengebäudes und am anderen ein kleinerer Endbau für den Vizeoffizier. Mit diesen Kopfbauten waren die Kasernenbauten von Heidenheim über 80 m lang, in denen 45 Soldaten untergebracht waren, 42 Reiter und drei Offiziere. Um die 24 Turmae der Ala aufzunehmen, mussten sich rein rechnerisch zwölf dieser Stallbaracken im Kastell befunden haben.
Scholz bevorzugte nach den ersten Ergebnissen der ab 2001 durchgeführten Grabungen eine Aufteilung, in der die Ala in zehn doppelten und zwei einfachen Stallbaracken untergebracht war, jedoch mit 13 Contubernia je Kasernenbau. Im Jahre 2004 korrigierte er nach weiteren Ausgrabungen die Aufteilung auf 12 doppelte Stallbaracken mir je 14 Stubengemeinschaften. Er schrieb im Jahre 2002: „Die unter Auxiliarbaracken bisher einmalige Anzahl von 13 Stubengemeinschaften (contubernia) unterstreicht die Spitzenposition der ala miliaria unter den Hilfstruppen und im Falle Raetiens als Führungstruppe des Provinzheeres bis um 170 n. Chr“. Es sei noch angemerkt, dass Bodo Cichy von einer doppelt so hohen Belegung pro Contubernium ausging (acht Soldaten mit Pferden), und dass vier Kasernen eine bauliche Einheit bildeten.

### Mannschaftsbaracken

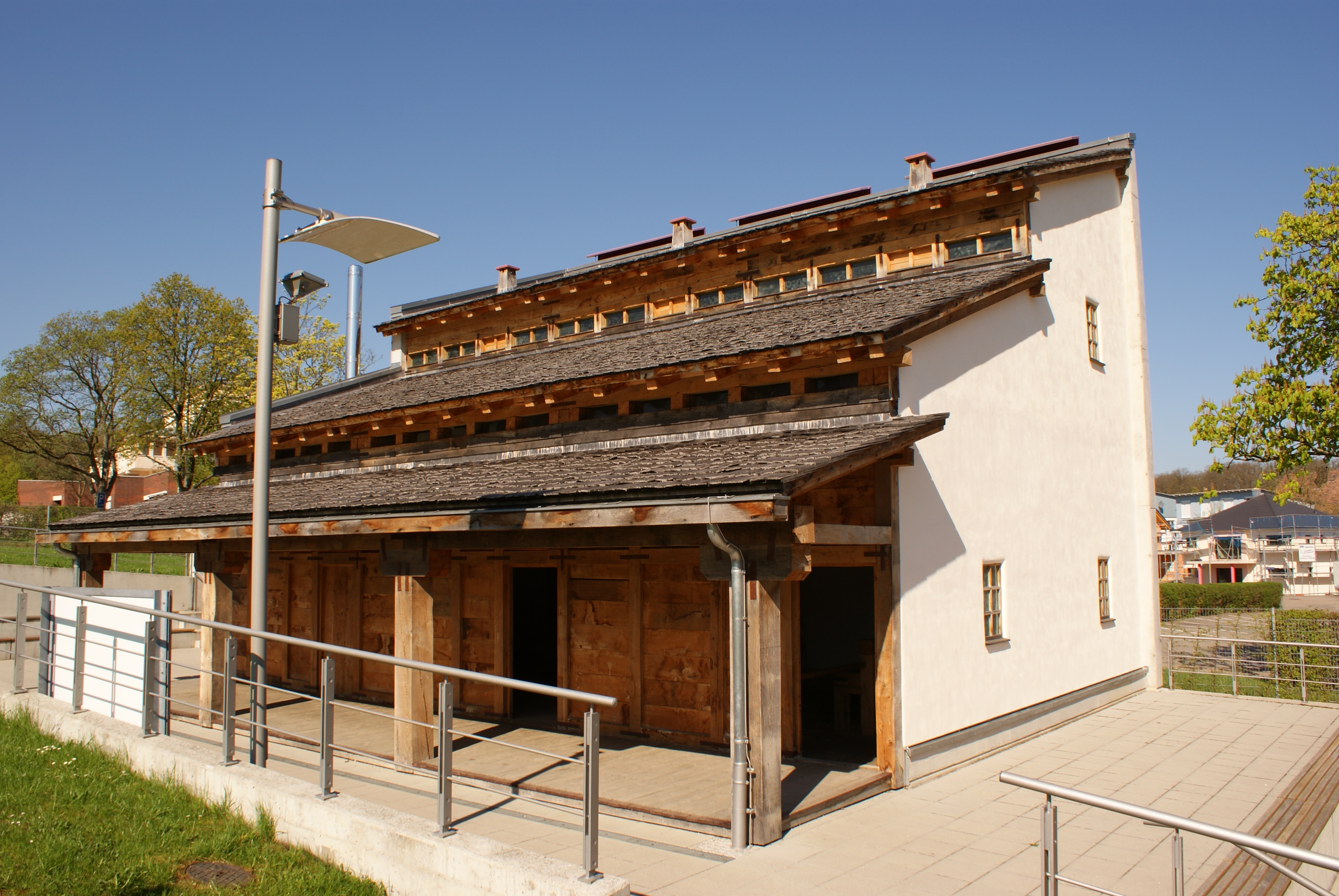
In Aalen nach Befunden der Ausgrabungen von Heidenheim rekonstruierte Mannschaftsbaracke

Ein Contubernium bestand aus Stall, Wohn- und Schlafräumen. Zur Straße hin befand sich der Stall für die Pferde, was die gefundenen Jaucherinnen belegen. Hinter dem 17 m² großen Stall, der Platz für maximal drei Pferde bot, wohnten die Soldaten in einer Stube. Vermutlich war die Stube zweigeschossig, um die natürliche Beleuchtung durch weitere Fenster zu ermöglichen. Ob das Obergeschoss als Lagerraum oder Schlafbereich genutzt wurde, ist nicht nachweisbar. Eine Schlafstube (Papilio) war nach Cichy 19 m² groß (4,5 m × 4,3 m), nach Scholz hatte sie 17 m² Grundfläche. Sie verfügte über eine Herdstelle und Vorratsgruben. Eine Stube deckte kaum den Platzbedarf der drei Reiter pro Contubernium mit Küche, Betten, Tischen und Abstellflächen. Die Schlafräume dürften sich daher im ersten Stock befunden haben. Nach Cichy befand sich vor der Stube noch ein kleiner Raum, in dem die Waffen abgelegt wurden (Armis). Zur Straße hin befand sich weiterhin ein überdachter Laubengang (Iumentis) zum Abstellen der Reit- und Zugtiere. Basierend auf den Ausgrabungsbefunden von Heidenheim wurden in Aalen zwei Contubernia originalgetreu rekonstruiert.

## Ala Il Flavia milliaria
Das in Raetia stationierte Römische Heer umfasste etwa 10.000 Soldaten. Diese teilten sich auf mindestens vier Alen, elf Kohorten und eine Vielzahl von Hilfstruppen, Numeri genannt, auf. Die Ala war eine Reitereinheit der Auxiliartruppen in der römischen Armee. Die Ala II Flavia milliaria war mit ihren 1.000 Reitern die prominenteste und schlagkräftigste Einheit der in Raetia stationierten Truppen. Sie wurde unter den Flavischen Kaisern in Gontia (Günzburg) aufgestellt. Mit dem schrittweisen Ausbau der Raetischen Grenze wurden sie erst nach Aquilea (Heidenheim) und später in das Kastell Aalen verlegt.

## Kastellvicus
Während das Kastell militärisch genutzt wurde, entstand südlich und östlich des Kastells ein Lagerdorf (vicus). Als das Kastell um 160 n. Chr. aufgegeben wurde, blieb das zivile Aquileia ein wirtschaftliches und administratives Zentrum, da es Kreuzungspunkt von sieben Straßen war und unmittelbar an der Brenz lag. Hiervon zeugen private Gebäude von Handwerkern und Händlern sowie große öffentliche Gebäude und Bäder, die aus Stein gebaut waren. Die Ansiedlung besaß sicherlich einen stadtartigen Charakter, von der es keine Kontinuität hin zur hochmittelalterlichen Stadt gab. Mit der Völkerwanderungszeit in der Mitte des 3. Jahrhunderts gaben die Römer das Limeshinterland und damit das zivile Aquileia endgültig auf und zogen sich hinter die Donau zurück. Die germanische Besiedelung begann.
Teilweise wird vermutet, dass Heidenheim Hauptort einer civitas, also einer unteren Verwaltungseinheit der römischen Provinz Raetien, gewesen sei. Dies gilt mittlerweile jedoch als eher unwahrscheinlich.

## Denkmalschutz
Das Bodendenkmal „Kastell Heidenheim“ ist geschützt als eingetragenes Kulturdenkmal im Sinne des Denkmalschutzgesetzes des Landes Baden-Württemberg (DSchG). Nachforschungen und gezieltes Sammeln von Funden sind genehmigungspflichtig, Zufallsfunde an die Denkmalbehörden zu melden.